# شاتيناي (آن)
شاتيناي (بالفرنسية: Châtenay)‏ هي بلدية فرنسية تقع في إقليم آن في فرنسا. رمز إنسي لها هو:1090. أما الرمز البريدي لها فهو: 1320.